# Der Merkurstab
Die Zeitschrift Der Merkurstab – Zeitschrift für Anthroposophische Medizin wird von der Gesellschaft Anthroposophischer Ärztinnen und Ärzte in Deutschland e.V. und der Freien Hochschule für Geisteswissenschaft am Goetheanum – Medizinische Sektion, Dornach, Schweiz herausgegeben. Die Hefte sind bis 1946 zurück online abrufbar. Vornehmlich werden Artikel auf Deutsch publiziert, gelegentlich auf Englisch; die Abstracts erscheinen durchgängig auf Deutsch und Englisch.
Der Merkurstab ist bei den Datenbanken AMED (Allied and Complementary Medicine Database; British Library, London) und CAMBASE (Complementary and Alternative Medicine Database; Universität Witten/Herdecke) indiziert und ist Mitglied bei Crossref. Bei den eingereichten Artikeln wird ein einfach verblindetes Peer-Review-Verfahren durchgeführt. Er orientiert sich nach eigenen Angaben an den Richtlinien des Committee on Publication Ethics.

## Geschichtliches
Die Zeitschrift hieß bis 1988 Beiträge zu einer Erweiterung der Heilkunst nach geisteswissenschaftlichen Erkenntnissen und führt seit 2007 den Untertitel Zeitschrift für Anthroposophische Medizin / Journal of Anthroposophic Medicine. Vorläufer der Zeitschrift sind bis in die 1920er Jahre zurückverfolgbar.

## Vademecum Anthroposophische Arzneimittel
Das Vademecum Anthroposophische Arzneimittel gilt als Supplement der Zeitschrift. Es erschien zuerst 1999 und wurde 2017 in vierter Auflage veröffentlicht. Es ist übersetzt in die Sprachen Englisch, Französisch, Spanisch und Italienisch.